# Cesare Mazzolari
Cesare Mazzolari MCCJ (* 9. Februar 1937 in Brescia; † 16. Juli 2011 in Rumbek, Südsudan) war ein italienischer Ordensgeistlicher und von 1998 bis zu seinem Tode römisch-katholischer Bischof des Bistums Rumbek im Südsudan.

## Leben
Cesare Mazzolari trat in ein Priesterseminar der Comboni-Missionare ein und empfing am 17. März 1962 die Priesterweihe. Anschließend war er als Priester der Comboni-Missionare tätig und trat unter anderem für die Rechte von mexikanischen indigenen Minderheiten und Afroamerikanern ein, die im US-Bundesstaat Ohio als Minenarbeiter lebten.
1981 begann Mazzolari seine missionarische Tätigkeit im heutigen Südsudan im Bistum Tombura-Yambio, dann im Erzbistum Juba. 1990 wurde er zum Apostolischen Administrator des Bistums Rumbek ernannt. Am 5. November 1998 wurde er von Papst Johannes Paul II. zum Bischof von Rumbek ernannt. Johannes Paul II. selbst spendete ihm am 6. Januar 1999 die Bischofsweihe; Mitkonsekratoren waren Erzbischof Giovanni Battista Re, Offizial im vatikanischen Staatssekretariat, und Francesco Monterisi, Sekretär der Kongregation für die Bischöfe.
Während seiner dreißigjährigen Tätigkeit im Südsudan setzte Mazzolari sich für Kindersoldaten ein und betrieb unter Einsatz seines Lebens mehrere Missionsstationen. Im zweiten Bürgerkrieg war er 1994 zeitweilig Geisel der Sudanesischen Befreiungsarmee SPLA. Bis zuletzt rief er zu Frieden und Verständigung in der Region auf und informierte über die Gefahren neuer Kampfhandlungen.
Bischof Mazzolari gründete in Rumbek zusammen mit anderen, darunter dem Bistum Brescia, das Hilfsprojekt „Cesar“, um die dramatische Lage der sudanesischen Bevölkerung bekannt zu machen. Er organisierte zahlreiche Informations- und Sensibilisierungskampagnen im ganzen Land. „Cesar“ unterstützte Projekte in den Bereichen Bildung, Erziehung, Gesundheit, Gerechtigkeit, Frieden und Evangelisation. Für sein Engagement erhielt er 2000 von der Gemeinde Concesio die Auszeichnung Premio della Bontà Paolo VI. Die Stiftung von Rotary International ehrte ihn als Paul Harris Fellow.
Cesare Mazzolari starb eine Woche nach der Unabhängigkeit des Südsudan vom Sudan, für die er sich engagiert hatte. Am 9. Juli 2011 hatte er noch an den Feierlichkeiten für die Unabhängigkeit des Südsudan teilgenommen. Als er am Morgen des 16. Juli 2011 die heilige Messe feierte, brach er zusammen und starb.